# Hebe decumbens
Hebe decumbens é uma espécie de planta do gênero Hebe.